# Live GARDEN Bici Stelle
Live GARDEN Bici Stelleとは、栃木県を拠点にしていた地域密着型女子自転車ロードレースのチーム。

## 概要
2015年シーズン後半に腰を痛めてレースから離れていた元宇都宮ブリッツェンの針谷千紗子に、伊藤杏菜と吉川美穂から「来季走るチームが無い」という相談を同時期にもらい、「来シーズンは同じユニフォームを着て走ろうか」という話になりチームを発足した。
監督は置いていなく、基本、全日本選手権とジャパンカップサイクルロードレースのオープンレースに照準を合わせ、主戦場としているJFTは年間30レース以上あるが、全員が全てのレースに参戦はせず、自分が出場すると決めたレースだけ出場する方針としている。
2023年シーズンより、さいたま那須サンブレイブと統合し、さいたま那須サンブレイブ・ウィメンズとして活動することとなった。監督は、元コーチで、現さいたま那須サンブレイブ監督の鈴木真理が兼任する。

## 来歴
- 2016年
  - 針谷千紗子、伊藤杏菜、吉川美穂の3人体制で開幕
  - 2016年3月20日 JFT 宇都宮クリテリウムで吉川、針谷がワンツーフィニッシュ[1]
  - ジャパンカップサイクルロードレース オープン女子レースをもって針谷が現役引退[3]し運営専任となる。

- 2017年
  - 福本千佳と林口幸恵が加入
  - 9月3日 JFT第31戦 第7回 JBCF タイムトライアルチャンピオンシップ 伊藤が優勝
  - 9月10日 JFT 第5回JBCF舞洲クリテリウム 伊藤が優勝

- 2018年
  - 2017年と同じメンバーで活動。鈴木真理がトレーニングコーチ就任[4]
  - 2月24日 おきなわロードレースDay1フェミニン 吉川が優勝
  - 3月17日 第1回JBCF修善寺ロードレースDay1 伊藤が優勝
  - 4月22日 第3回JBCFブルータイムトライアルin鴨川 伊藤が優勝
  - 5月20日 第7回JBCF堺クリテリウム 吉川が優勝
  - 6月10日 第2回JBCF那須ロードレース 伊藤が優勝
  - 8月11日 中村千佳(旧姓.福本)が退団。

- 2019年
  - ブラウブリッツェンから新川明子が移籍。滝川陽希が加入。
  - 4月27日 第53回JBCF東日本ロードクラシック 吉川が優勝
  - 6月8日 第3回JBCF那須クリテリウム 吉川が優勝
  - 9月12日 伊藤が今季ジャパンカップをもって現役引退を発表[5]
  - シーズン末をもって、鈴木真理とコーチ契約満了[6]

- 2020年
  - 1月 茨城シクロクロス第4戦ふれあいの里ステージで林口が優勝。
  - 11月 新川が療養を発表、その後gufocycleworksへ移籍。

- 2022年
  - 1月 林口がgufocycleworksへ移籍。

- 2023年
  - 3月 チームの運営管理ならびにレース活動をさいたま那須サンブレイブと統合し、チーム名称が「さいたま那須サンブレイブ・ウィメンズ』となることを公表[7][2]

## 2023年陣容
- チーム名：さいたま那須サンブレイブ-ウィメンズ
- ゼネラルマネージャー：鈴木 卓史
- 監督：鈴木真理
- チームメカニック：針谷（ビチステンレ）

|                    | 氏名       | 脚質             | 選手所属期間 | 備考                                                   |
| ------------------ | ---------- | ---------------- | ------------ | ------------------------------------------------------ |
| チームマネージャー | 雨谷千紗子 | オールラウンダー | 2016         | 2016は選手で主将 2017年より現職 旧姓・針谷、育児休暇中 |
| 選手               | 滝川陽希   | ルーラー         | 2019-        |                                                        |

## 過去の所属選手
- チーム名：Live GARDEN Bici Stelle

|      | 氏名     | 脚質                   | 所属期間  | 備考                 |
| ---- | -------- | ---------------------- | --------- | -------------------- |
| 選手 | 中村千佳 | クライマー             | 2017-2018 | 旧姓.福本            |
| 選手 | 伊藤杏菜 | ルーラー               | 2016-2019 | 現役引退             |
| 選手 | 吉川美穂 | スプリンター           | 2016-2020 | 競輪へ転向           |
| 選手 | 新川明子 | パンチャー             | 2019-2020 | gufocycleworksへ移籍 |
| 選手 | 林口幸恵 | ルーラー、シクロクロス | 2017-2021 | gufocycleworksへ移籍 |